# Mario Più
Mario Piperno (Turijn, 26 augustus 1965) is een Italiaans techno en trance-dj, muziekproducent en labeleigenaar, die werkt onder de naam Mario Più. Hij werd vooral bekend met zijn hit Communication die begin 2000 in de top 40 terecht kwam. Verder is hij vooral actief als dj op feesten en is hij eigenaar van het label Fahrenheit Music.  

## Biografie
Piperno wordt geboren en groeit op in Turijn. Later verhuist hij naar Livorno. In 1993 verschijnt zijn eerste single genaamd Dangerous Control. In 1996 komt hij binnen bij Media Records onder het BXR-sublabel. Vanaf dat moment verschijnen er diverse singles. Hij werkt daarbij ook onder de naam DJ Arabesque. In 1999 maakt hij de single Communication waarbij hij het geluid sampled dat Interferentie van mobiele telefoons veroorzaakt. Dit wordt een grote hit in meerdere landen. Een jaar later heeft hij nog een bescheiden hit met The Vision en met Arabian Pleasure, waarop hij samenwerkt met Mauro Picotto. Eind 2001 brengt hij het artiestenalbum Vision uit, maar dat is niet succesvol. Wel hebben zijn hit zijn naam als dj gevestigd en draait hij de jaren daarna op vele feesten.  
In 2004 breekt hij met het dan in verval zijnde Media Records. Hij richt het label Fahrenheit Music op, waarop een grote hoeveelheid werk van hemzelf en andere producers verschijnt. 

### Albums
- Vision (2001)

### Singles
| Single met eventuele hitnotering(en) in de Nederlandse Top 40 | Datum van verschijnen | Datum van binnenkomst | Hoogste positie | Aantal weken | Opmerkingen                                              |
| ------------------------------------------------------------- | --------------------- | --------------------- | --------------- | ------------ | -------------------------------------------------------- |
| Communication (Somebody Answer the Phone)                     |                       | 05-02-2000            | 20              | 6            | Dancesmash op Radio 538                                  |
| The Vision                                                    |                       | 21-04-2001            | tip5            | -            | als Mario Più AKA DJ Arabesque / Dancesmash op Radio 538 |